# 雄和町
雄和（ゆうわ）は秋田県秋田市にある地域名。郵便番号は010-1201他。雄和石田、雄和芝野新田、雄和下黒瀬、雄和田草川、雄和椿川、雄和平沢、雄和妙法、雄和新波、雄和碇田、 雄和萱ケ沢、雄和神ケ村、雄和繋、雄和向野、雄和左手子、雄和種沢、雄和平尾鳥、雄和相川、雄和戸賀沢、雄和女米木で構成される。
「雄和」の地名は、高雄の峰（高尾山）と雄物川にちなみ、郷土の融(雄)和一体を信条として命名された。

## 地理
- 山: 高尾山
- 河川: 雄物川

## 歴史
雄和町（ゆうわまち）は、秋田県中央部に位置し河辺郡に属していた町。
2005年（平成17年）1月11日、秋田市に編入された。雄和町があった地域は秋田市雄和となった。
- 1956年（昭和31年）9月30日 - 河辺郡大正寺村、戸米川村、種平村が合併し、雄和村が誕生[7]。
- 1957年（昭和32年）6月1日 - 河辺郡川添村を編入[7]。
- 1958年（昭和33年） - 村役場を新築移転。 村章、村民歌を制定[5]。
- 1960年（昭和35年） - 優良村として全国表彰[5]。
- 1963年（昭和38年） - 村予算1億円を超える。公民館竣工[5]。
- 1967年（昭和42年） - 雄和中学校発足、裕和大学開設[5]。
- 1968年（昭和43年） - 村の木に「柿」を制定[5]。

- 1971年（昭和46年） - 郷土資料館完成（現ふるさとセンター）[5]。

- 1972年（昭和47年）4月1日 - 町制施行。雄和村から雄和町となる[3]。
- 1981年（昭和56年）6月26日 - 秋田空港開港[3]。
- 1986年（昭和61年） - 雄和町立図書館を妙法の町役場予定地の隣接地に設置。
- 1988年（昭和63年） - 町役場を妙法に新築移転。
- 1989年（平成元年） - 公民館を農村環境改善センターへ移転[5]。
- 1990年（平成2年） - ミネソタ州立大学秋田校開学（–2003年閉校）
- 1991年（平成5年） - セントクラウド市と姉妹都市提携を結ぶ[5]。
- 2000年（平成12年） - 秋田県農業試験場の移転受け入れ[5]。
- 2002年（平成14年） - 秋田市への合併協議を河辺町と共同で申し入れ[5][8]。
- 2004年（平成16年） - 国際教養大学が開学[5]。
- 2005年（平成17年）1月11日 - 河辺郡河辺町と共に秋田市に編入される。旧町役場は、秋田市雄和市民センターとなった後、隣接する公民館・体育館と機能統合され、「秋田市雄和市民サービスセンター」に改組、現在に至る。

## 歴代町長
- 工藤清一郎（1956年 - 1992年、雄和村長から通算して連続9期[9]、勲三等[5]）
- 伊藤憲一（1992年 - 2005年、4期、元県議会議員）…合併に伴い失職、秋田市参与（雄和地域担当）に就任[10]。

## 教育

### 大学
- 国際教養大学

### 中学校
- 雄和町立雄和中学校 秋田市への編入により2005年1月に秋田市立雄和中学校へ改称[11]。

2005年度より学区を旧川添、旧種平、旧戸米川と旧大正寺の各小学校の学区に拡大。
- 雄和町立大正寺中学校 秋田市への編入により2005年1月に秋田市立大正寺中学校へ改称したが、直後の2005年3月を以て閉校し、秋田市立雄和中学校と統合[11]。

### 小学校
秋田市への編入後2016年に、旧町内小学校4校を統合、秋田市立雄和小学校となる。
- 雄和町立川添小学校[13]
- 雄和町立戸米川小学校[14]
- 雄和町立種平小学校（たねひら）[15]
- 雄和町立大正寺小学校[16]
- 雄和町立中ノ沢小学校（1961年–1980年）中ノ沢分校が独立後、大正寺小学校に統合[5]。

## 産業

### 金融機関
- 秋田銀行雄和支店（指定金融機関） - 2020年9月14日、同行御野場支店内に移転。
- 新あきた農業協同組合
  - 雄和支店（旧・ゆうわ農業協同組合本所）
  - 大正寺支店（旧・ゆうわ農業協同組合大正寺支所） - 2011年4月25日、同農業協同組合雄和支店に統合。

### 郵便局
- 雄和郵便局（集配局）
- 大正寺郵便局（集配局） - 2004年9月6月、集配業務を廃止。
- 川添郵便局
- 種平簡易郵便局
- 萱ケ沢簡易郵便局

## 交通

### 鉄道
町内を鉄道路線は通っていない。最寄りは、東日本旅客鉄道（JR東日本）奥羽本線の和田駅、および四ツ小屋駅など。

### 航空
- 秋田空港

### 道路
- 一般国道
  - 国道341号

## ギャラリー

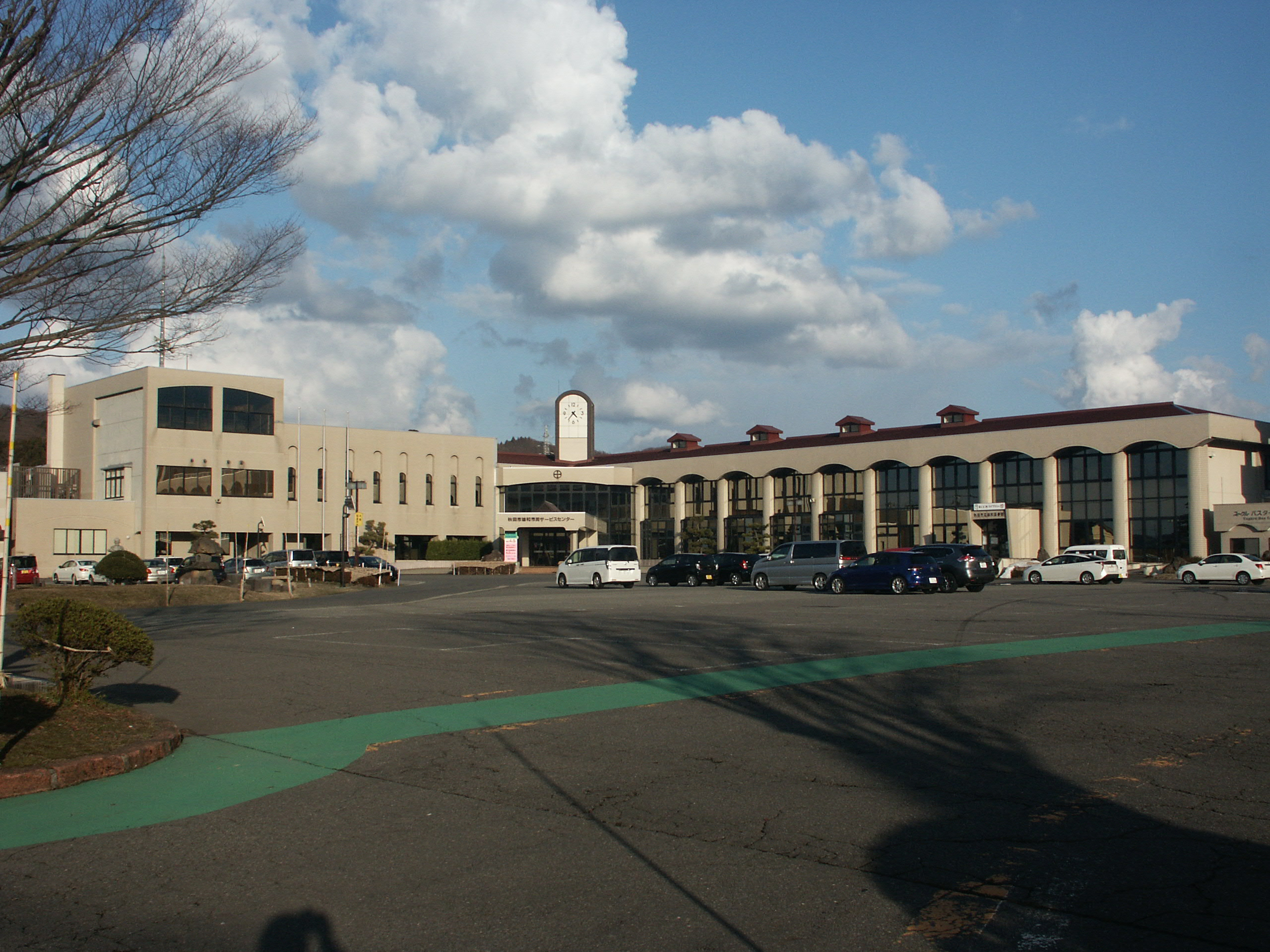
秋田市役所雄和市民サービスセンター庁舎
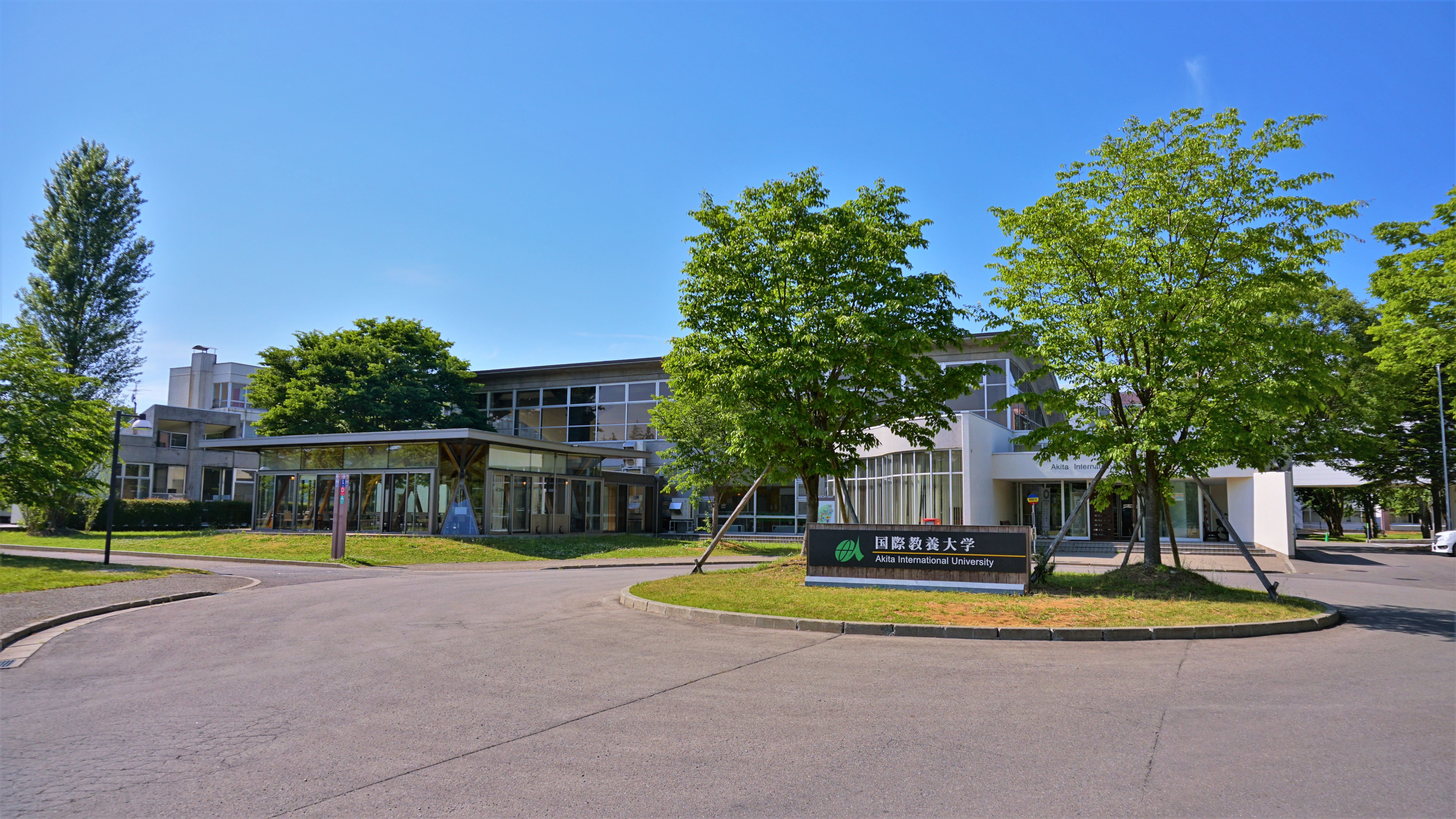
国際教養大学
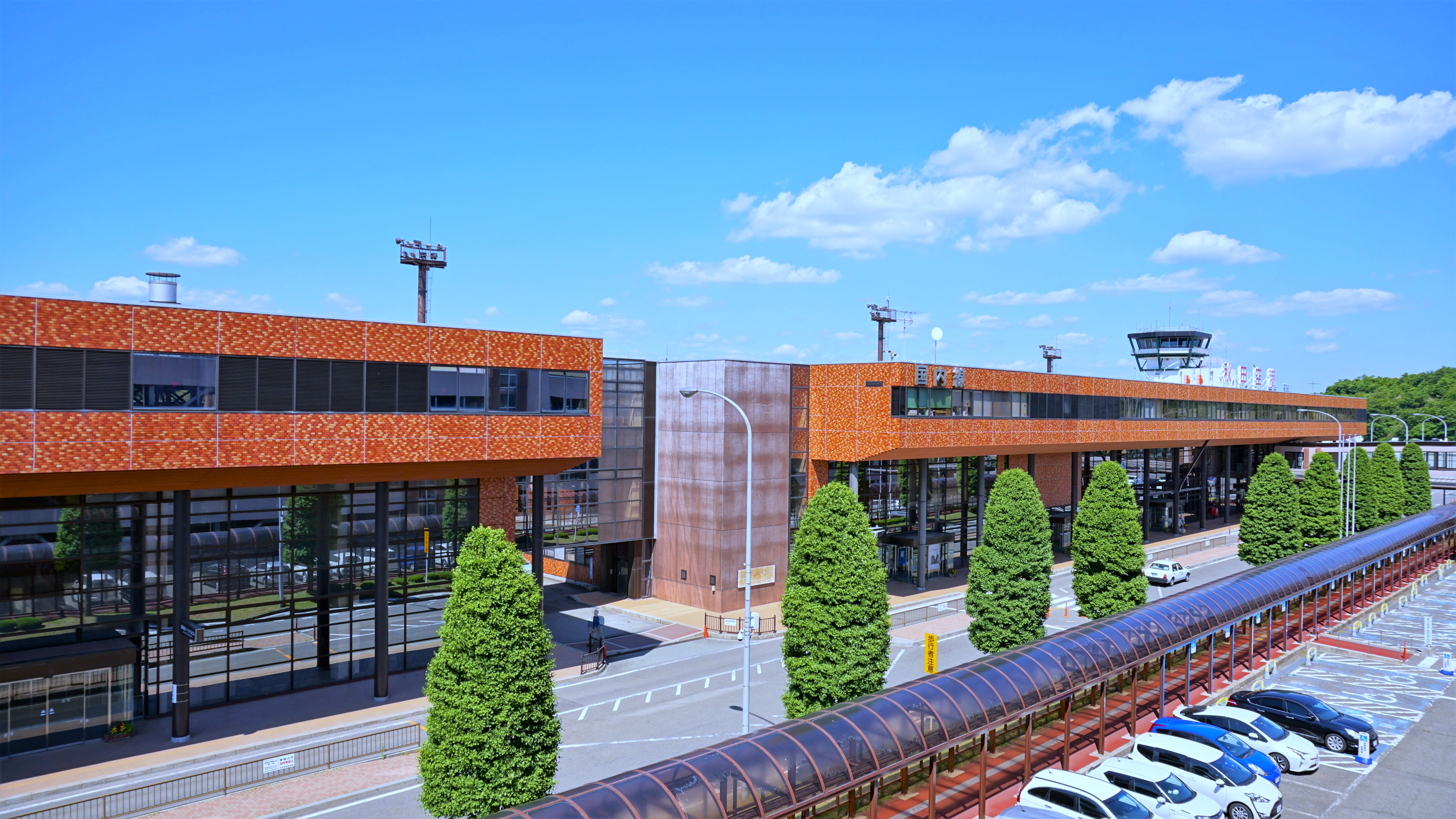
秋田空港
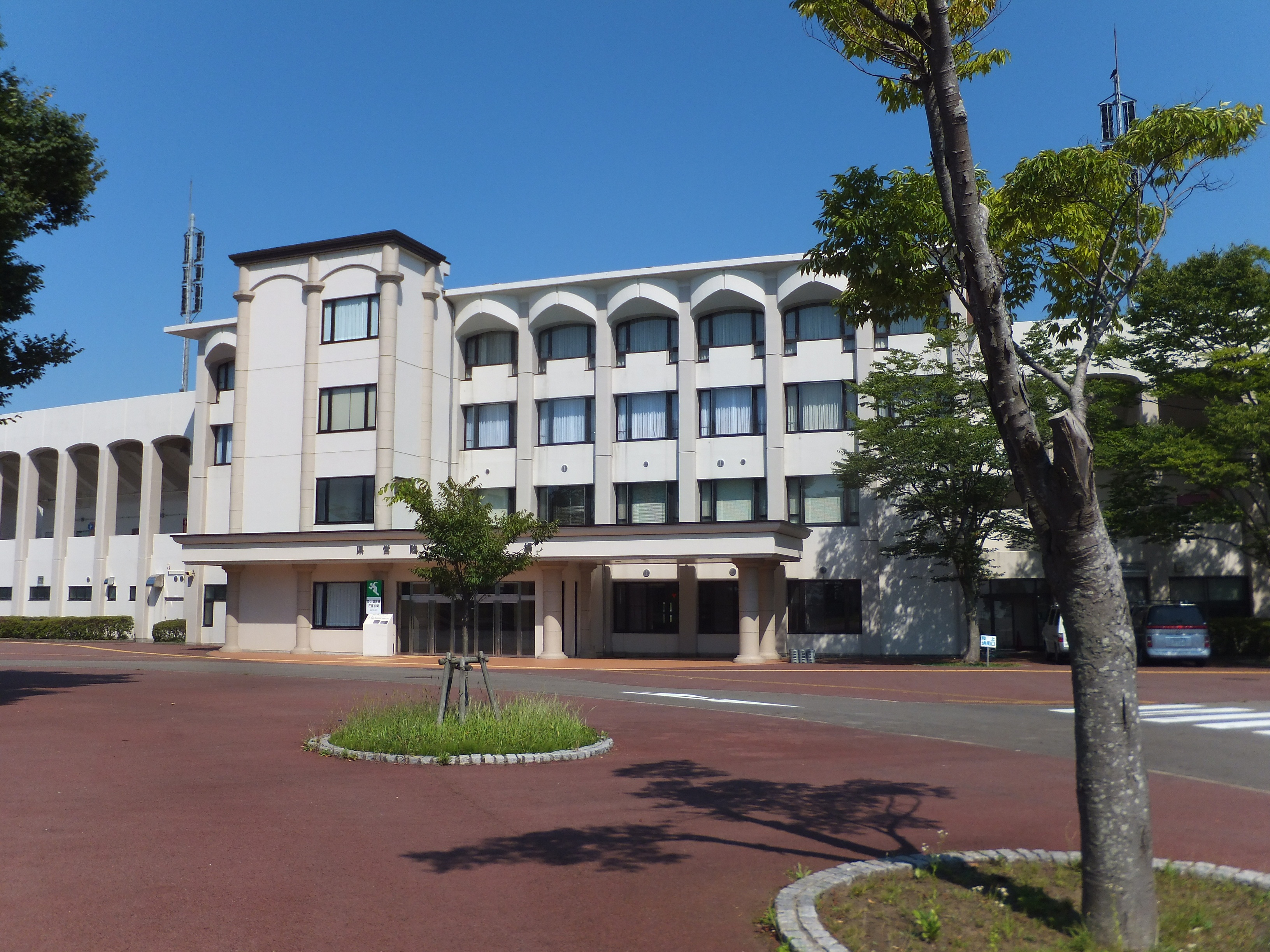
秋田県立中央公園
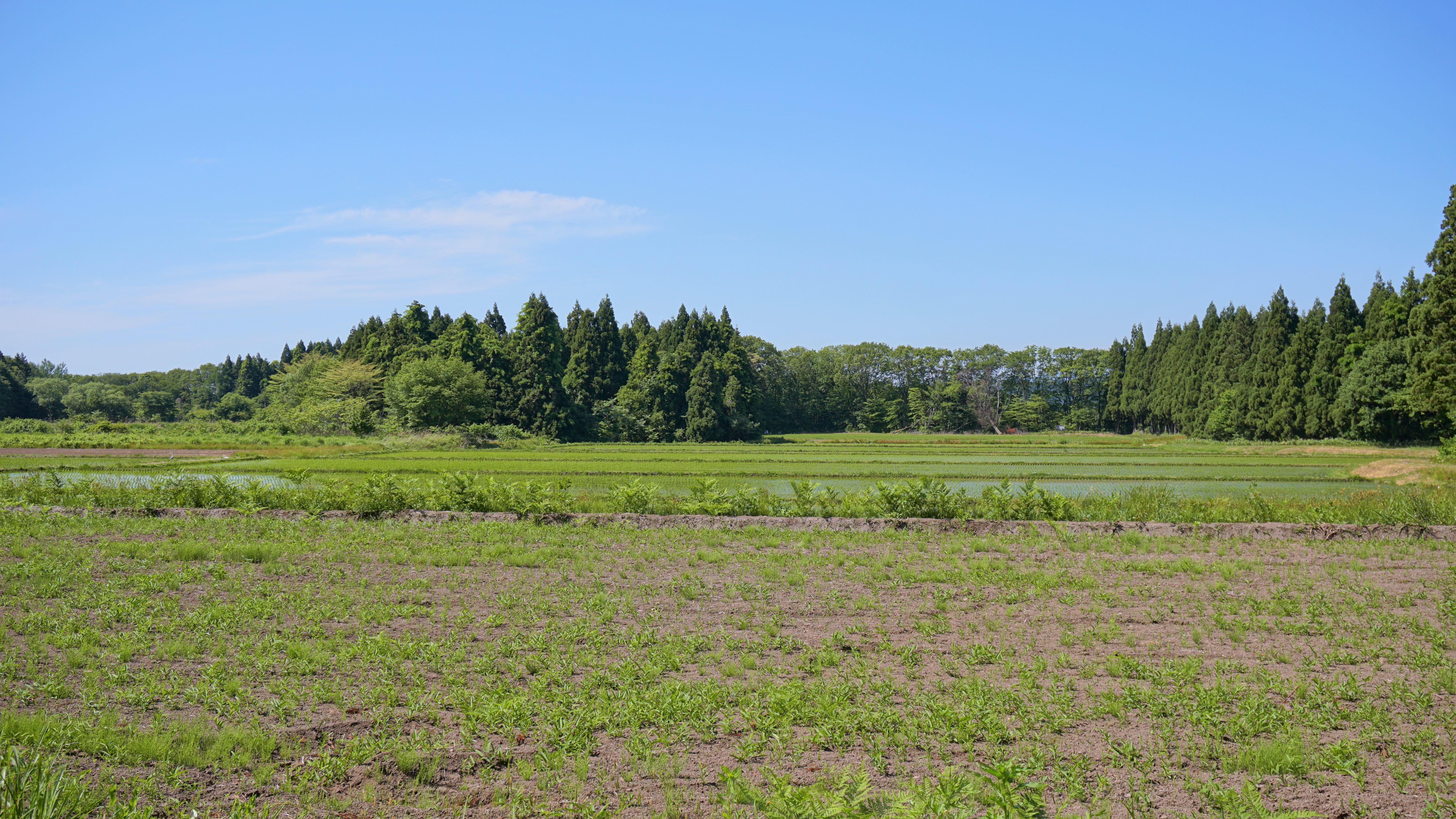
椿台城址
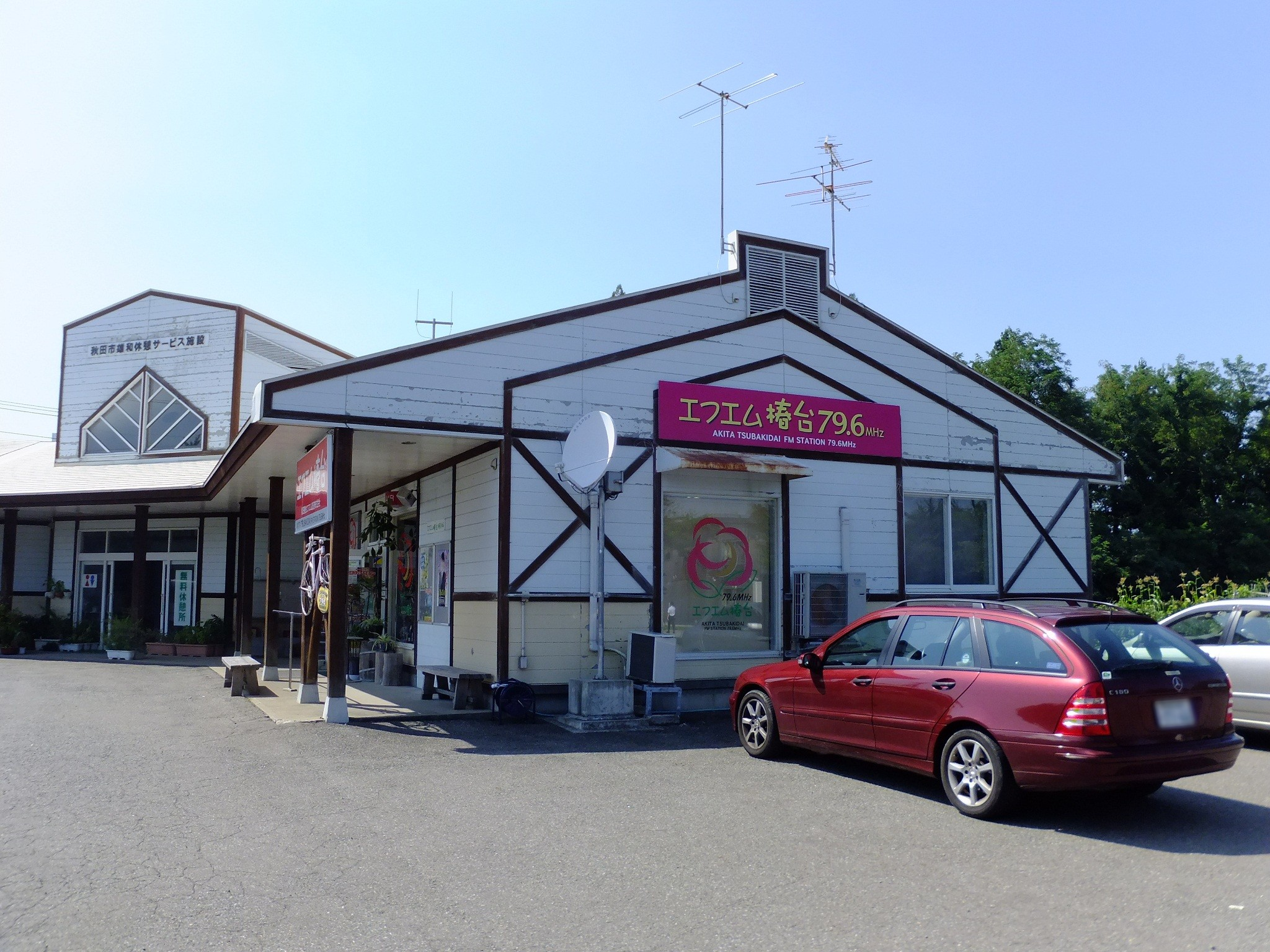
エフエム椿台
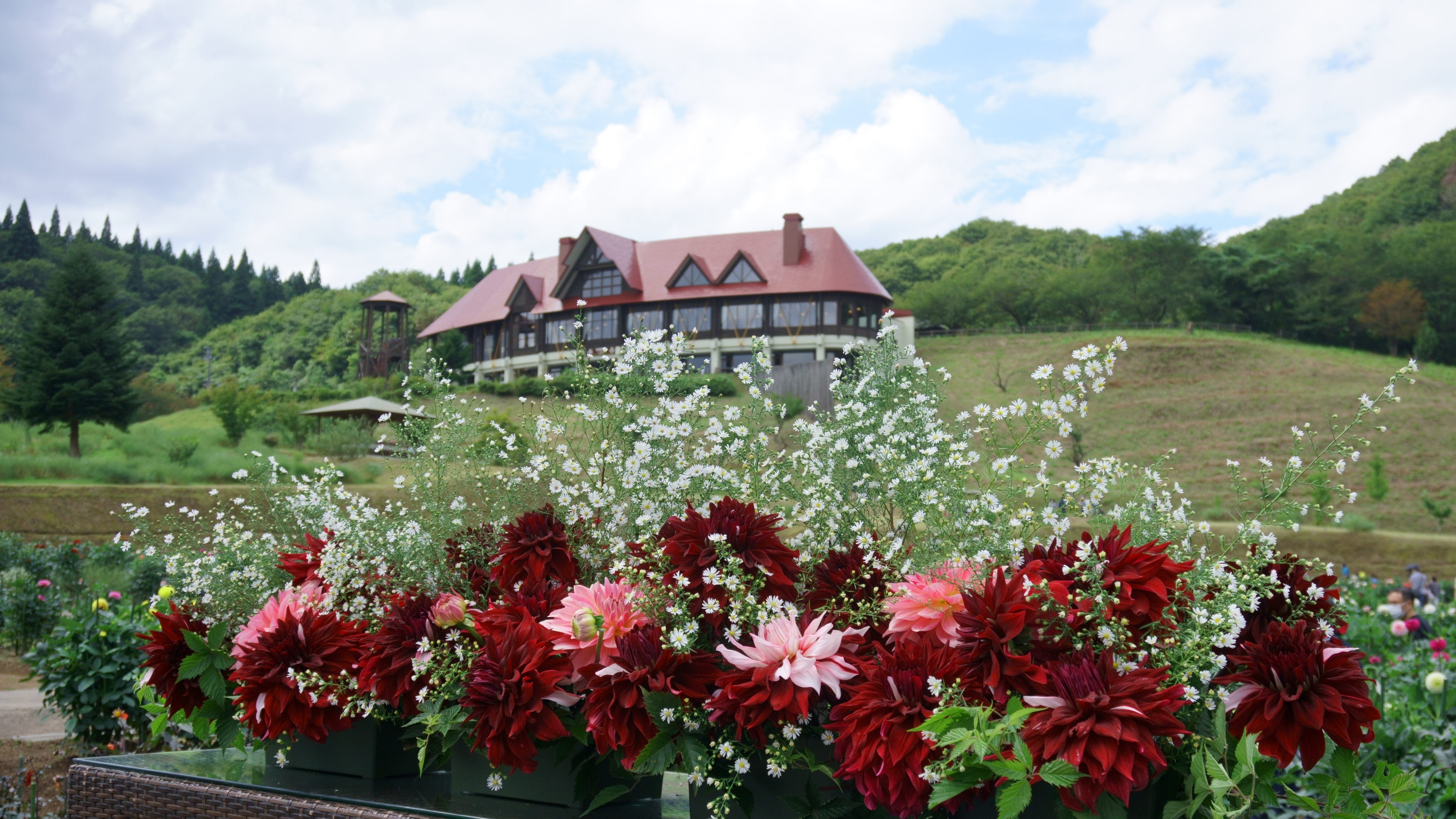
秋田国際ダリア園
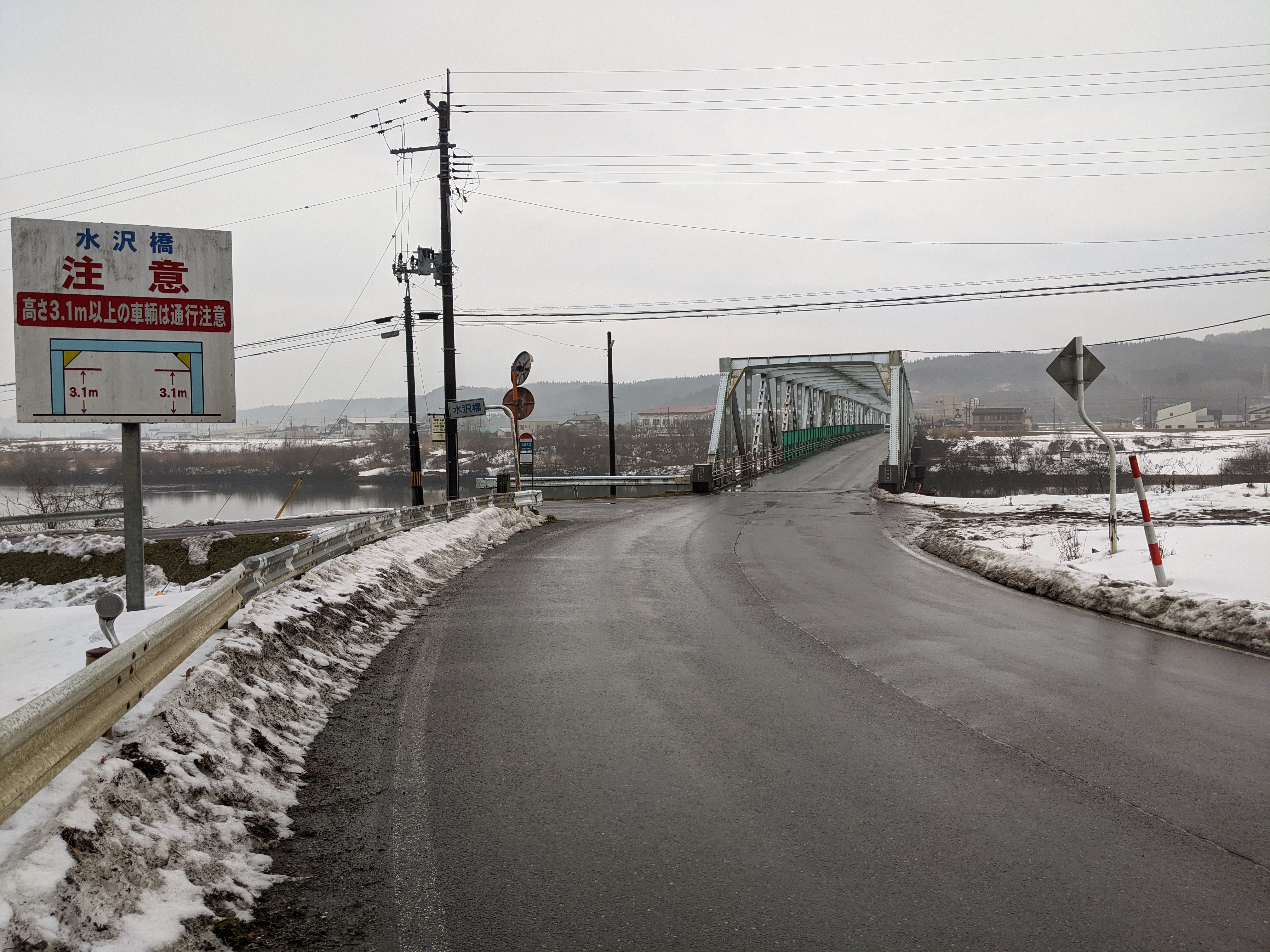
水沢橋
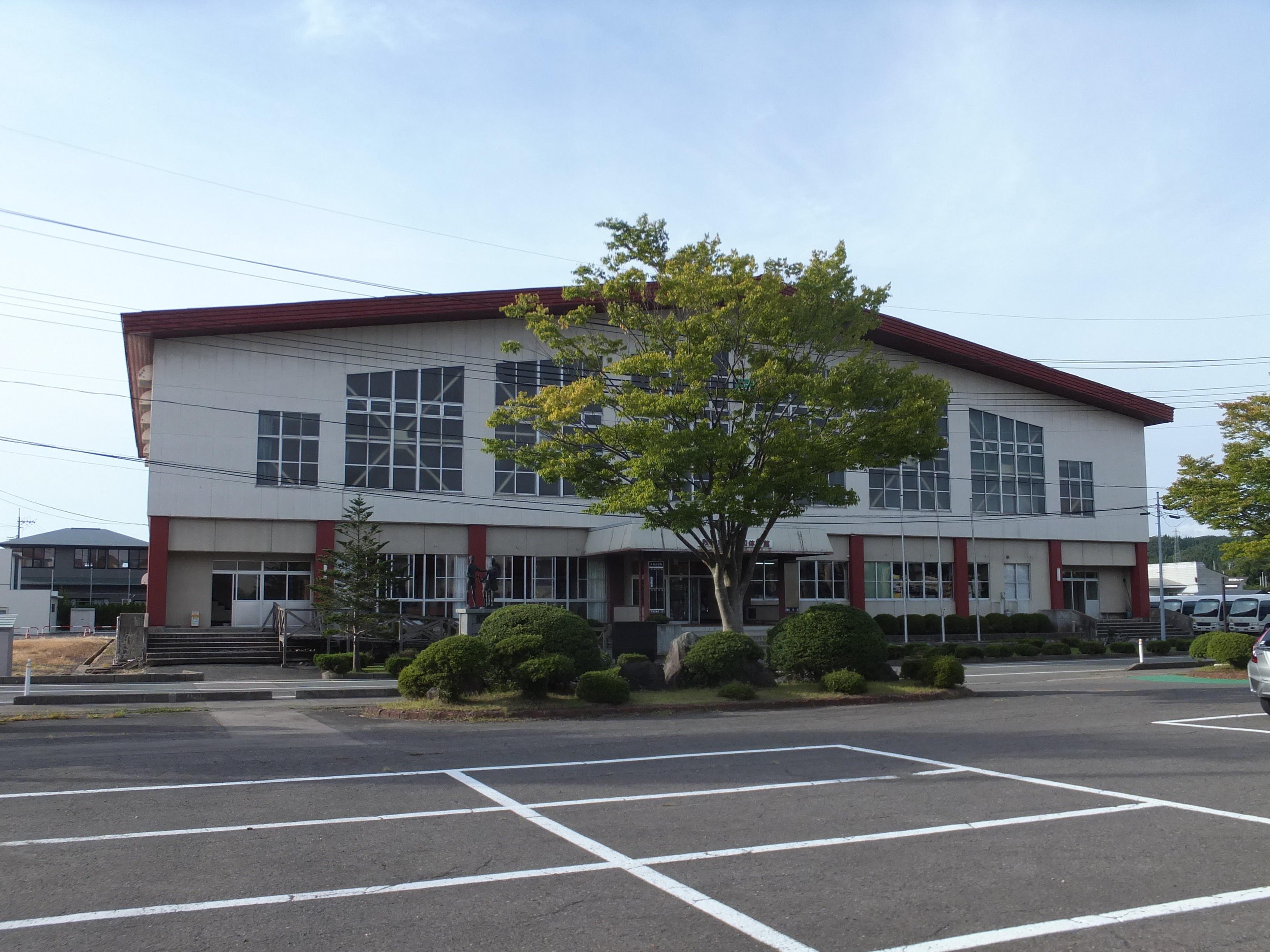
秋田市立雄和体育館
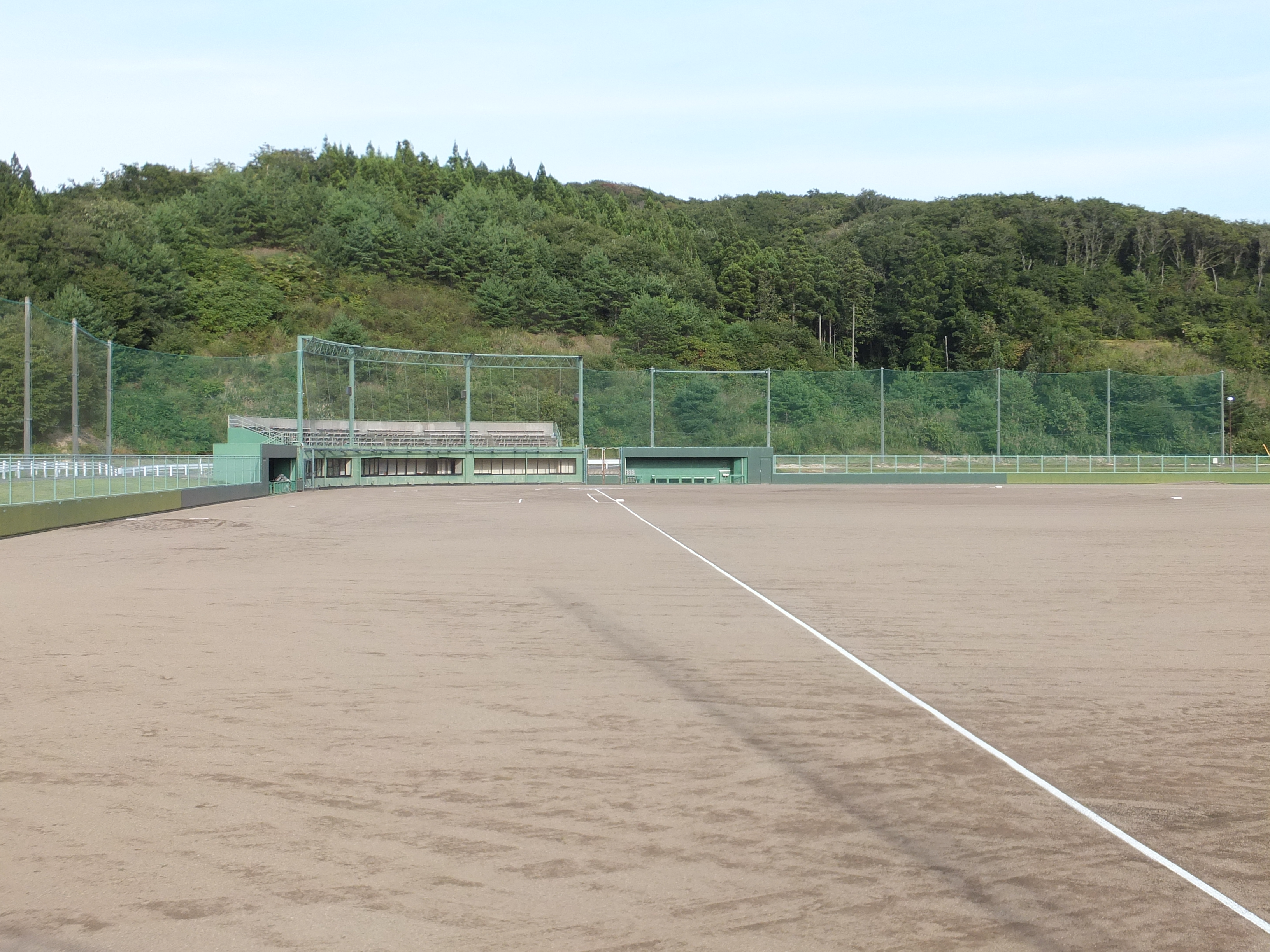
秋田市雄和花の森野球場
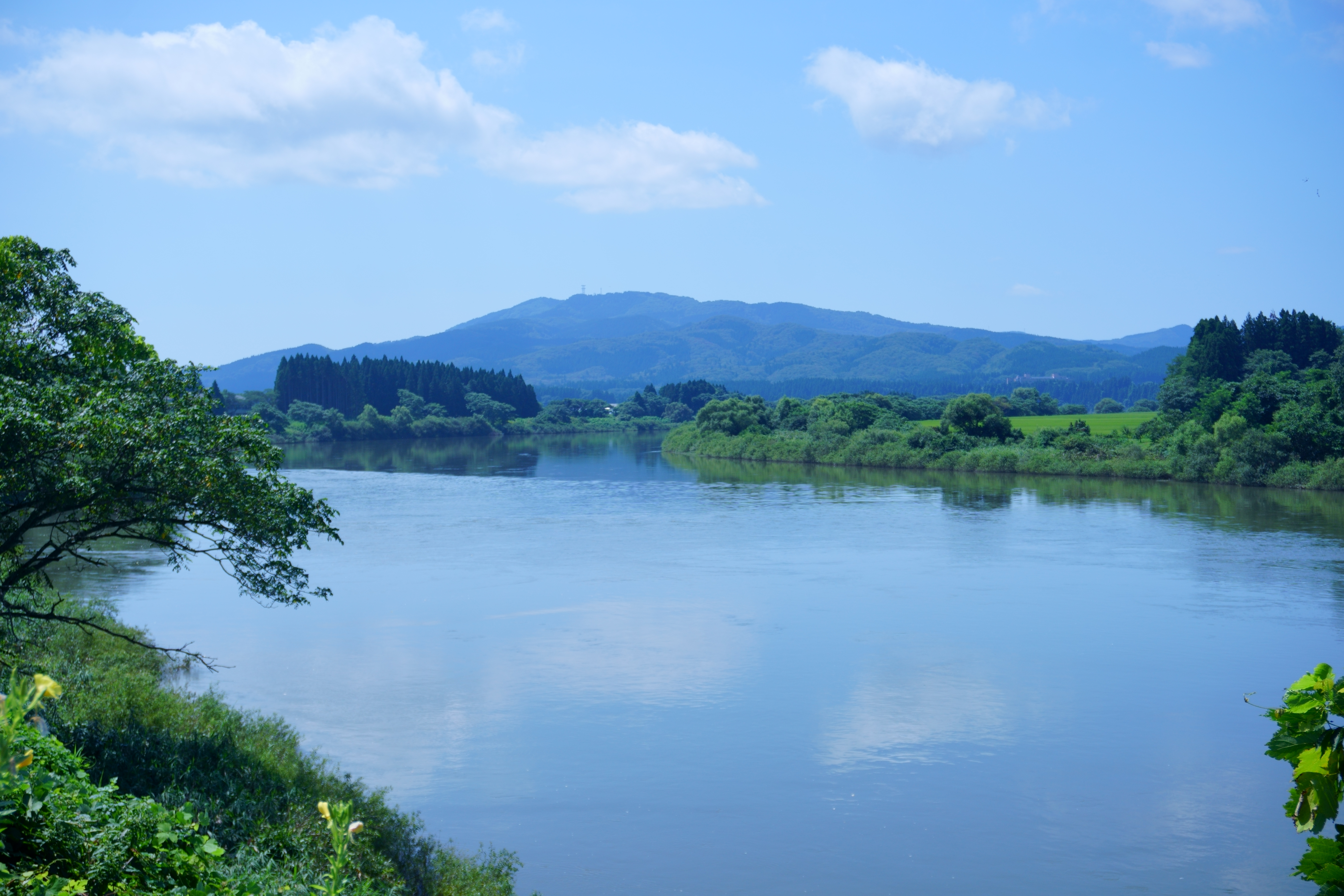
秋田市雄和雄物川
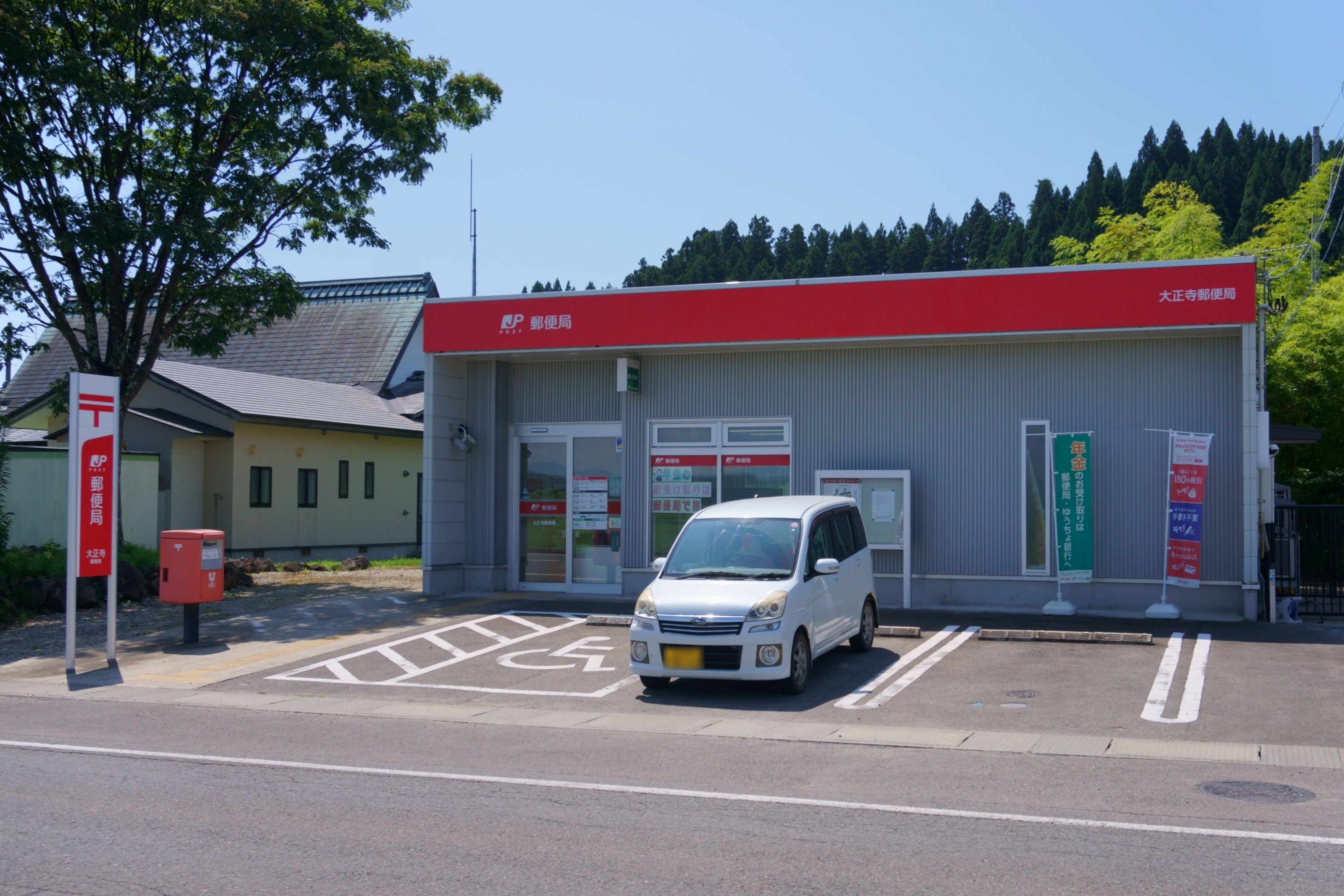
大正寺郵便局
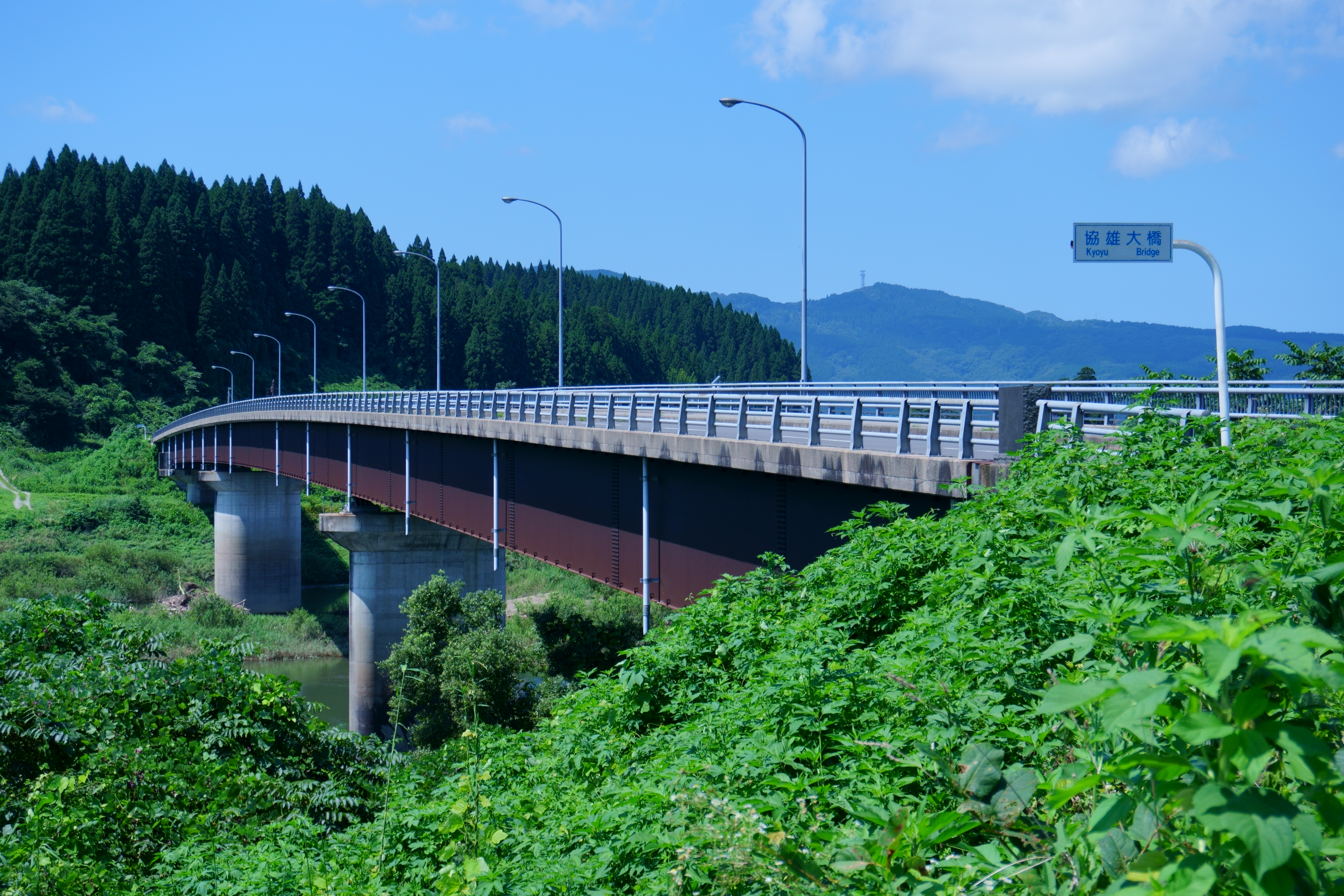
協雄大橋

### 廃止された施設
- 高尾山ロープ塔

## 出身有名人
- 初代浅野梅若（民謡歌手）
- 石井露月（俳人）
- 佐藤和旗 （サッカー選手）
- 堀井啓一（秋田県副知事）
- 堀井美香（TBSアナウンサー）
- 長谷川久子（民謡歌手）